# Josef von Sternberg
Josef von Sternberg (właśc. Jonas Sternberg; ur. 29 maja 1894 w Wiedniu, zm. 22 grudnia 1969 w Los Angeles) – austriacko-amerykański reżyser filmowy. Dwukrotnie (w 1931 i 1933) nominowany do Oscara za reżyserię filmów Maroko (1930) oraz Szanghaj Ekspres (1932).

## Życiorys
Urodził się w rodzinie żydowskiej w Wiedniu. Już jako dziecko wyemigrował wraz z rodzicami do USA i zamieszkał w Nowym Jorku. Na początku lat 20. trafił do Hollywood, gdzie debiutował jako scenarzysta, montażysta i operator kamery. Swój pierwszy samodzielny film pt. The Salvation Hunters wyreżyserował w 1925. Rozgłos i uznanie przyniósł mu zrealizowany w Niemczech film Błękitny anioł (1930) z Marleną Dietrich w roli głównej. To właśnie Sternberg sprowadził Marlenę do Hollywood i uczynił ją gwiazdą swoich kolejnych głośnych filmów: Maroko (1930), X-27 (1931), Szanghaj Ekspres (1932), Blond Venus (1932), Diabeł jest kobietą (1935).
W 1952 zrealizował swój ostatni hollywoodzki film; potem wyreżyserował jeszcze dwa filmy (w tym jeden w Japonii), ale nie zyskały już one większego sukcesu i rozgłosu. W latach 50. wycofał się z branży filmowej. W latach 1959–63 nauczał na kursach aktorskich na Uniwersytecie Kalifornijskim.
Zmarł na zawał serca w wieku 75 lat. Został pochowany na Westwood Village Memorial Park Cemetery w Los Angeles.

## Najważniejsze filmy
- Ludzie podziemia (1927)
- Ostatni rozkaz (1928)
- Życie zaczyna się jutro (1928)
- U wrót śmierci (1929)
- Błękitny anioł (1930)
- Maroko (1930)
- X-27 (1931; znany także pod tytułem Zniesławiona)
- Blond Venus (1932)
- Szanghaj Ekspres (1932)
- Imperatorowa (1934)
- Diabeł jest kobietą (1935; znany także pod tytułem Kaprys hiszpański)
- Zbrodnia i kara (1935; znany także pod tytułem Zabiłem)
- Kasyno w Szanghaju (1941)
- Makao (1952; reż. wspólnie z Nicholasem Rayem)
- Anatahan (1953)